# Johannes van Valckenburgh
Johannes van Valckenburgh ou Jan Valckenburgh (né en 1623 - 8 juillet 1667) est fonctionnaire de la Compagnie néerlandaise des Indes occidentales. Valckenburgh commence comme simple assistant-commerçant, mais réussit à faire carrière jusqu'à l'un des grades les plus élevés, celui de directeur général de la Côte-de-l'Or néerlandaise, à deux reprises.

## Biographie
Issu d'une famille modeste, Johannes Valckenburg est baptisé à l'Oude Kerk d'Amsterdam le 2 avril 1623. Son père, Paulus Paulusz Valckenburgh est un vannier de Geleen, sa mère Geertje Lamberts une femme au foyer.
Il devient commissaire aux vivres à Luanda en 1643 et retourne à Amsterdam en 1649, après la reprise de Luanda par les Portugais. Il est probable qu'il se soit marié la même année avec Dina Lems de Flessingue, une fille de l'ancien gouverneur du Brésil néerlandais et plus tard de Luanda, Adriaen Lems.
Il retourne en Afrique de l'Ouest en 1652 lorsqu'il obtient le poste de trésorier sur la Côte-de-l'Or. À Elmina, il a eu une relation avec la mulâtresse Helena Correa, qui est aussi la maîtresse de l'ancien directeur général. Un fils de cette relation est né en 1653. Trois ans plus tard, il devient directeur général. Les rapports de Johannes Valckenburg sont les principaux témoignages contemporains de l'activité commerciale néerlandaise et pointent un important commerce de l'or. Le commerce des esclaves est, à cette période, encore très marginal.
Après la fin de son premier mandat, il retourne à Amsterdam en 1659, où il achète le Keizersgracht numéro 113, devenant voisin de son collègue de la Côte-de-l'Or Henry Caerlof. Les échanges de lettres suggèrent d'ailleurs qu'ils sont proches, malgré les conflits qui ont lieu avec la Compagnie suédoise d'Afrique dans laquelle Henry Caerlof a travaillé. En 1660, naît son fils Jacobus, et en 1662, sa fille Cornelia. Le 5 septembre 1662, il quitte à nouveau Amsterdam pour son second mandat de directeur général sur la Côte-de-l'Or. Il dirige des actions militaires défensives dans les conflits qui opposent la colonie néerlandaise et la colonie britannique. En raison de problèmes rénaux, il est relevé de ses fonctions le 2 juin 1667, et un mois plus tard, le 8 juillet, il décède.

## Portrait

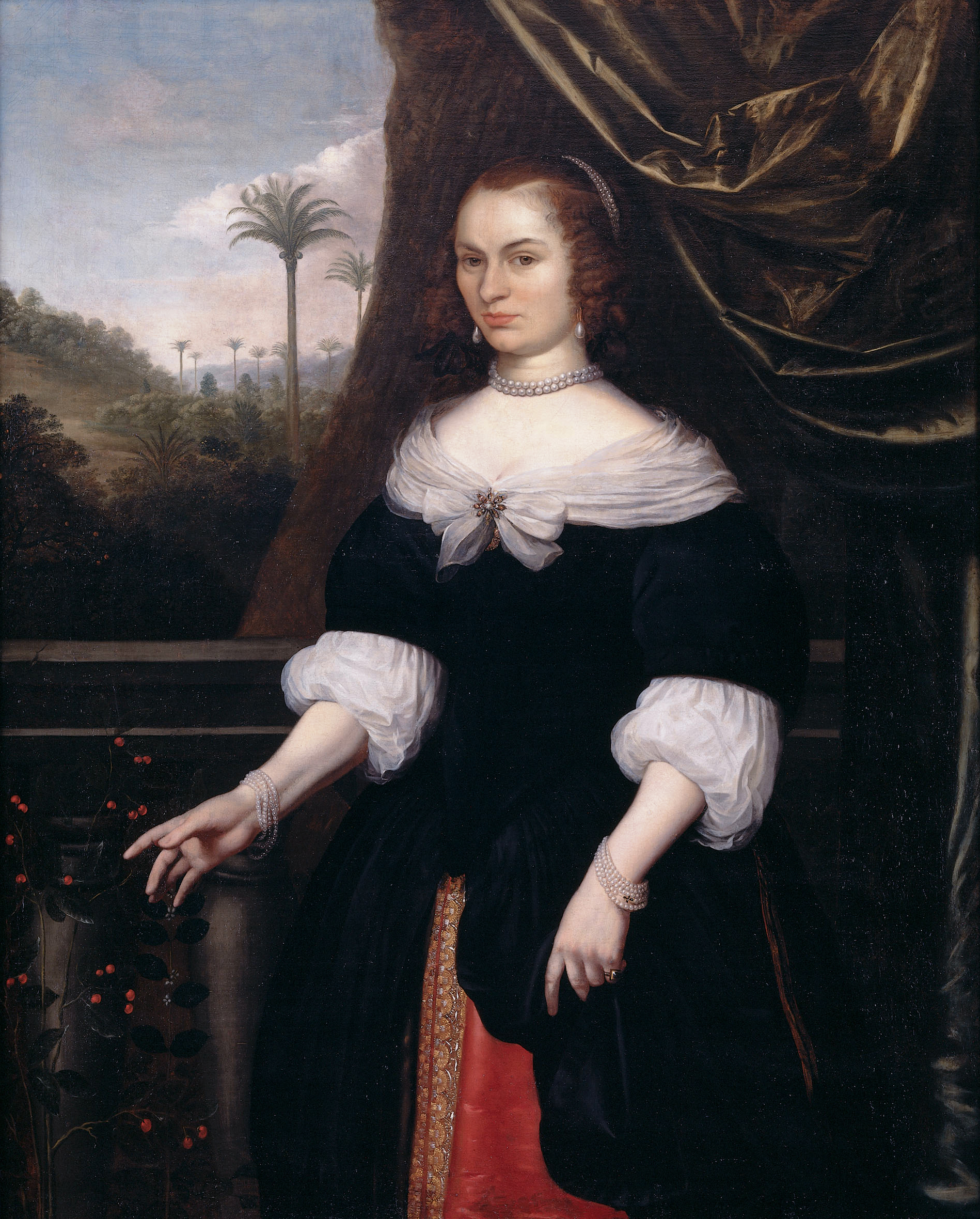
La femme de Valckenburgh Dina Lems par Daniel Vertangen.

Lors de son congé à Amsterdam entre 1659 et 1662, il commande un portrait de lui-même et de sa femme au peintre Daniel Vertangen. En 2002, il est considéré comme le seul tableau d'un directeur général du Côte-de-l'Or au service de la Compagnie néerlandaise des Indes occidentales, mais un portrait du directeur général Jan Pranger est identifié depuis. Il est peint avec un esclave domestique noir et avec Fort Elmina en arrière-plan. 
Les deux portraits sont achetés par le Rijksmuseum d'Amsterdam en 2002. 